# Slupčane

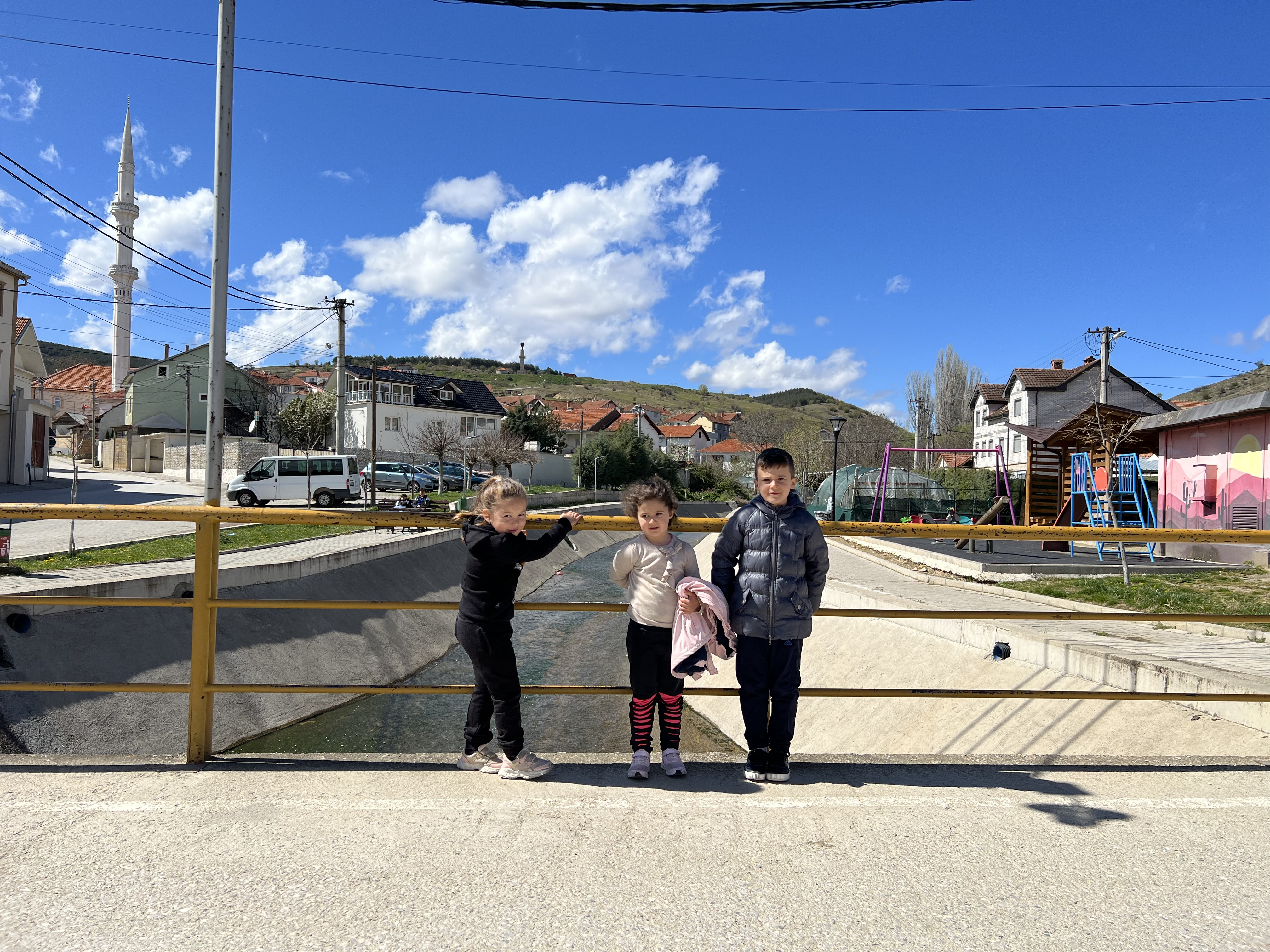
Kinder im Dorfzentrum

Sllupçan (maz. Слупчане, alb. Sllupçan) ist ein Dorf in der Gemeinde Lipkovo (maz. Општина Липково, alb. Komuna e Likovës).

## Geographische Lage

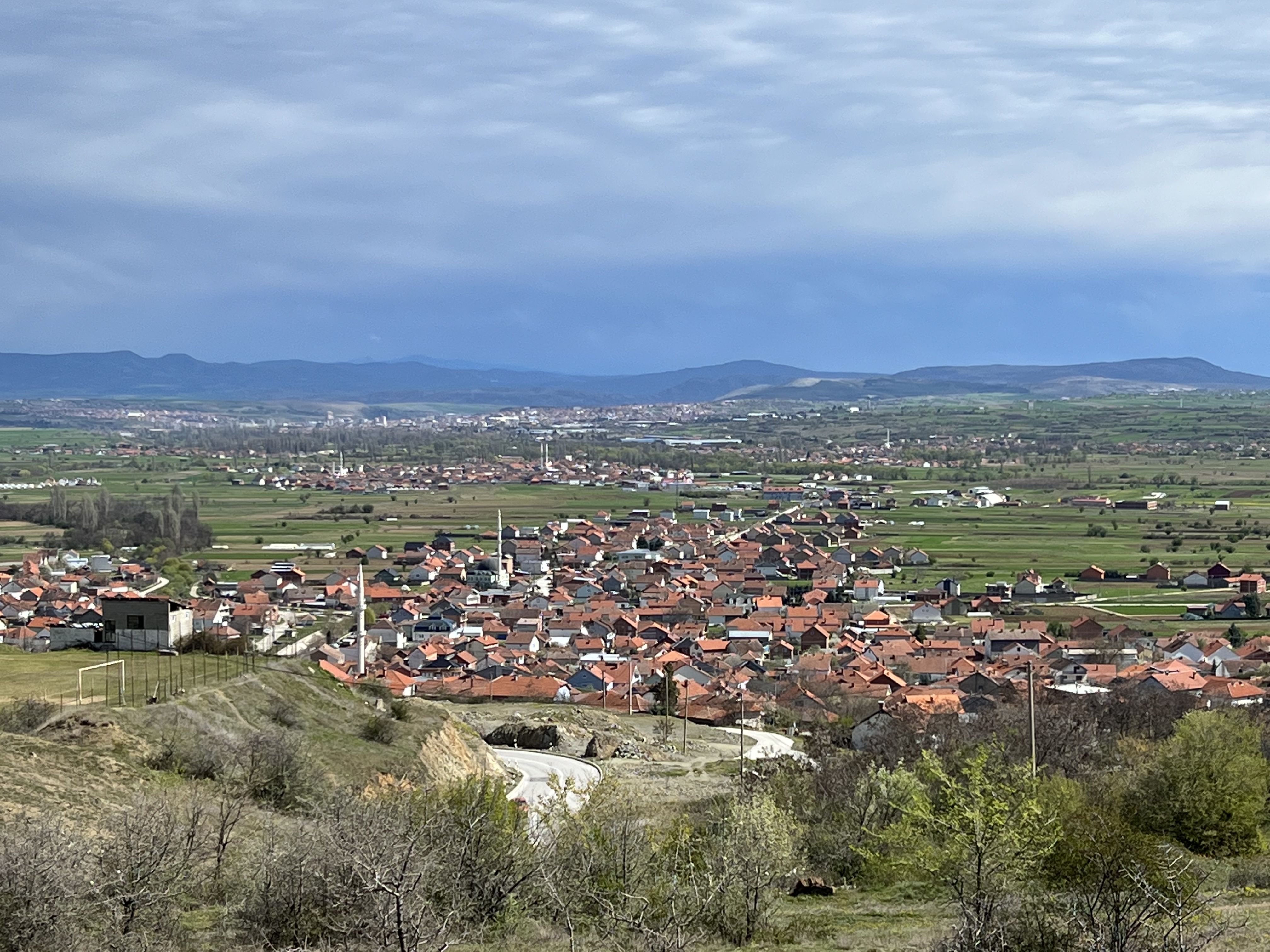
Blick von Norden

Slupčane liegt im Norden Mazedoniens. Weiter nördlich befindet sich die Grenze zum Kosovo und nordöstlich die Grenze zu Serbien. Die nächstgelegene Stadt ist Kumanovo. Westlich befindet sich die Hauptstadt Skopje sowie das größte Dorf Mazedoniens, Aračinovo (maz. Арачиново, alb. Haraçinë).

## Bevölkerung
Nach der Volkszählung im Jahr 2002 leben in Slupčane 3789 Albaner, was 100 % der Bevölkerung entspricht.

## Religion
Das Dorf besteht zu 100 % aus Muslimen. Es besitzt zudem zwei Moscheen mit Minaretten, die fünfmal täglich den Gebetsruf durchführen.

## Sport
Das Dorf Slupčane verfügt mit dem „KF Besa Sllupçan“ über eine eigene Fußballmannschaft, die momentan in der dritten mazedonischen Liga spielt.